# Chimaerosphecia
Chimaerosphecia là một chi bướm đêm thuộc họ Sesiidae.

## Các loài
- Chimaerosphecia aegerides  Strand, [1916]
- Chimaerosphecia colochelyna  Bryk, 1947
- Chimaerosphecia sinensis (Walker, [1865])